# Головний військовий штаб УПА
Головний військовий штаб УПА (ГВШ УПА) — центральний керівний орган УПА. Складався з чотирьох осіб: Головного командира УПА, начальника штабу і двох інспекторів. 
З його допомогою Головний командир УПА здійснював стратегічно-координаційне керування на трьох територіальних оперативних відтинках - Генеральний воєнний округ УПА-"Захід", УПА-"Північ" та УПА-"Південь". На чолі ГВШ УПА стояв шеф (він же перший заступник Головного командира УПА), а в підпорядкуванні штабу було сім управлінь: І - оперативне, ІІ - розвідувальне, ІІІ - тилове, IV - організаційно-персональне, V - вишкільне, VI - політвиховне, VII - інспекційне. 
Тотожну структуру мали Крайові військові штаби у кожній із трьох ГВО та штаби Воєнних округ (ШВО). Проте через брак кваліфікованих старшин не завжди всі управління існували фактично. Винятком було політвиховне управління, яке активно діяло у кожному штабі, закрите 1944 року. 
ГВШ УПА було сформовано восени 1943 року, і вже в грудні з'явилися перші накази та інструкції. Першим шефом Штабу став генерал-хорунжий Леонід Ступнцикький - "Гончаренко"; у грудні 1943 року його очолив генерал-хорунжий Олекса Гасин - "Чорнота" ("Лицар"); від січня 1944 року - генерал-хорунжий Дмитро Грицай - "Перебийніс", а від січня 1946 року - знову Олекса Гасин, котрий обіймав цю посаду аж до своєї смерті в 1949 році.